# Halowe Mistrzostwa Świata w Lekkoatletyce 2022 – pięciobój kobiet
Pięciobój kobiet – jedna z konkurencji technicznych rozgrywanych podczas halowych lekkoatletycznych mistrzostw świata w Štark Arena w Belgradzie.
Tytułu mistrzowskiego z 2018 nie obroniła Brytyjka Katarina Johnson-Thompson, która nie ukończyła rywalizacji.

## Terminarz
| Data     | Godzina |                                |
| -------- | ------- | ------------------------------ |
| 18 marca | 09:35   | Bieg na 60 metrów przez płotki |
| 18 marca | 10:55   | Skok wzwyż                     |
| 18 marca | 13:20   | Pchnięcie kulą                 |
| 18 marca | 17:30   | Skok w dal                     |
| 18 marca | 19:50   | Bieg na 800 metrów             |

## Rekordy
W poniższej tabeli przedstawiono (według stanu przed rozpoczęciem mistrzostw) halowe rekordy świata, poszczególnych kontynentów, halowych mistrzostw świata oraz najlepszy wynik na listach światowych w 2022.
|                                   | Zawodniczka           | Wynik     | Miejsce  | Data                |
| --------------------------------- | --------------------- | --------- | -------- | ------------------- |
| Halowy rekord świata              | Natalija Dobrynska    | 5013 pkt. | Stambuł  | 9 marca 2012(dts)   |
| Rekord halowych mistrzostw świata | Natalija Dobrynska    | 5013 pkt. | Stambuł  | 9 marca 2012(dts)   |
| Halowy rekord Afryki              | Eunice Barber         | 4558 pkt. | Paryż    | 9 marca 1997(dts)   |
| Halowy rekord Ameryki Południowej | Vanessa Spínola       | 4292 pkt. | Tallinn  | 14 lutego 2016(dts) |
| Halowy rekord Ameryki Północnej   | Brianne Theisen-Eaton | 4881 pkt. | Portland | 18 marca 2016(dts)  |
| Halowy rekord Australii i Oceanii | Jane Jamieson         | 4490 pkt. | Maebashi | 5 marca 1999(dts)   |
| Halowy rekord Azji                | Olga Rypakowa         | 4582 pkt. | Pattaya  | 10 lutego 2006(dts) |
| Halowy rekord Europy              | Natalija Dobrynska    | 5013 pkt. | Stambuł  | 9 marca 2012(dts)   |
| Listy światowe                    | Adrianna Sułek        | 4756 pkt. | Toruń    | 5 marca 2022(dts)   |

## Wyniki
| WR – rekord świata \| CR – rekord mistrzostw świata \| NR – rekord kraju \| AR – rekord kontynentu \| WL – najlepszy wynik na listach światowych w sezonie 2022 \| SB – najlepszy wynik w sezonie \| PB – rekord życiowy |

### Klasyfikacja końcowa
Źródło: World Athletics.
| Pozycja | Zawodniczka               | Reprezentacja     | Punkty | Uwagi   |
| ------- | ------------------------- | ----------------- | ------ | ------- |
| 01 !    | Noor Vidts                | Belgia            | 4929   | WL · NR |
| 02 !    | Adrianna Sułek            | Polska            | 4851   | NR      |
| 03 !    | Kendell Williams          | Stany Zjednoczone | 4680   | SB      |
| 4.      | Holly Mills               | Wielka Brytania   | 4673   | PB      |
| 5.      | Dorota Skřivanová         | Czechy            | 4566   | PB      |
| 6.      | Claudia Conte             | Hiszpania         | 4499   | PB      |
| 7.      | Léonie Cambours           | Francja           | 4442   |         |
| 8.      | Sarah Lagger              | Austria           | 4391   |         |
| 9.      | Sveva Gerevini            | Włochy            | 4377   |         |
| 10.     | Julija Łoban              | Ukraina           | 4192   |         |
| 11 !    | Chari Hawkins             | Stany Zjednoczone | DNF    |         |
| 11 !    | Katarina Johnson-Thompson | Wielka Brytania   | DNF    |         |